# Bancada ruralista
Na política do Brasil, a bancada ruralista (também referida pejorativamente como bancada do boi) constitui uma frente parlamentar que atua em defesa dos interesses dos proprietários rurais. Embora esse termo refira-se normalmente à frente parlamentar do Congresso Nacional do Brasil — a Frente Parlamentar da Agropecuária (FPA) —, ele também pode referir-se a uma bancada específica de uma das Assembleias Legislativas dos estados ou das Câmaras dos municípios, ou a conjuntos desses grupos.
Embora seu poder político seja notável, ele pode ser difícil de medir devido à diversidade desses grupos. Essa dificuldade é acentuada porque apenas parte dos parlamentares se declara ruralista e porque parte dos parlamentares que defendem ativamente a pauta ruralista preferem ser associados a outras pautas ou serem identificados por uma profissão ou por seu título universitário. Esse último grupo inclui, por exemplo, parlamentares que possuem interesses familiares na agricultura e na pecuária, ou que são patrocinados por grupos ligados a essas atividades.
Dentro da bancada ruralista existem frentes parlamentares que defendem os interesses de setores agrícolas específicos, como os setores sucroalcooleiro e fruticultor. Por outro lado, em função de uma pauta comum conservadora, a bancada ruralista brasileira tem frequentemente se associado à bancada evangélica e à bancada armamentista, que juntas são chamadas pejorativamente "bancada BBB", em referência a "Bíblia, Boi e Bala".

## Definição e origens
Assim como no caso de outras bancadas temáticas existentes no Congresso Nacional, a bancada ruralista caracteriza-se como uma estrutura transversal à organização dos partidos políticos, e representa o interesse de um setor específico da sociedade, no caso os produtores rurais brasileiros. Trata-se de estruturas que são organizadas para a disputa pela hegemonia sobre as políticas do Estado.
Embora as raízes da bancada ruralista brasileira remontem ao Período Colonial, seu surgimento é resultado do advento do Parlamento, instituição responsável por legislar e portanto determinante na ação do Estado. Nesse novo contexto, sua apropriação constitui elemento preponderante para a permanência e a reprodução das classes dominantes no poder, além de ilustrar como o espaço do Estado pode ser utilizados por grupos engajados em perpetuarem-se no poder.
As reformulações da política brasileira longo do século XX tiveram grande impacto sobre a composição e a organização de grupos de interesse na política. A bancada ruralista contemporaneamente presente no Congresso Nacional tem suas origens mais especificamente na atuação da União Democrática Ruralista (UDR) durante a a Assembleia Nacional Constituinte de 1987, com vistas a barrar a realização de uma reforma agrária no Brasil.

### Espectro ideológico

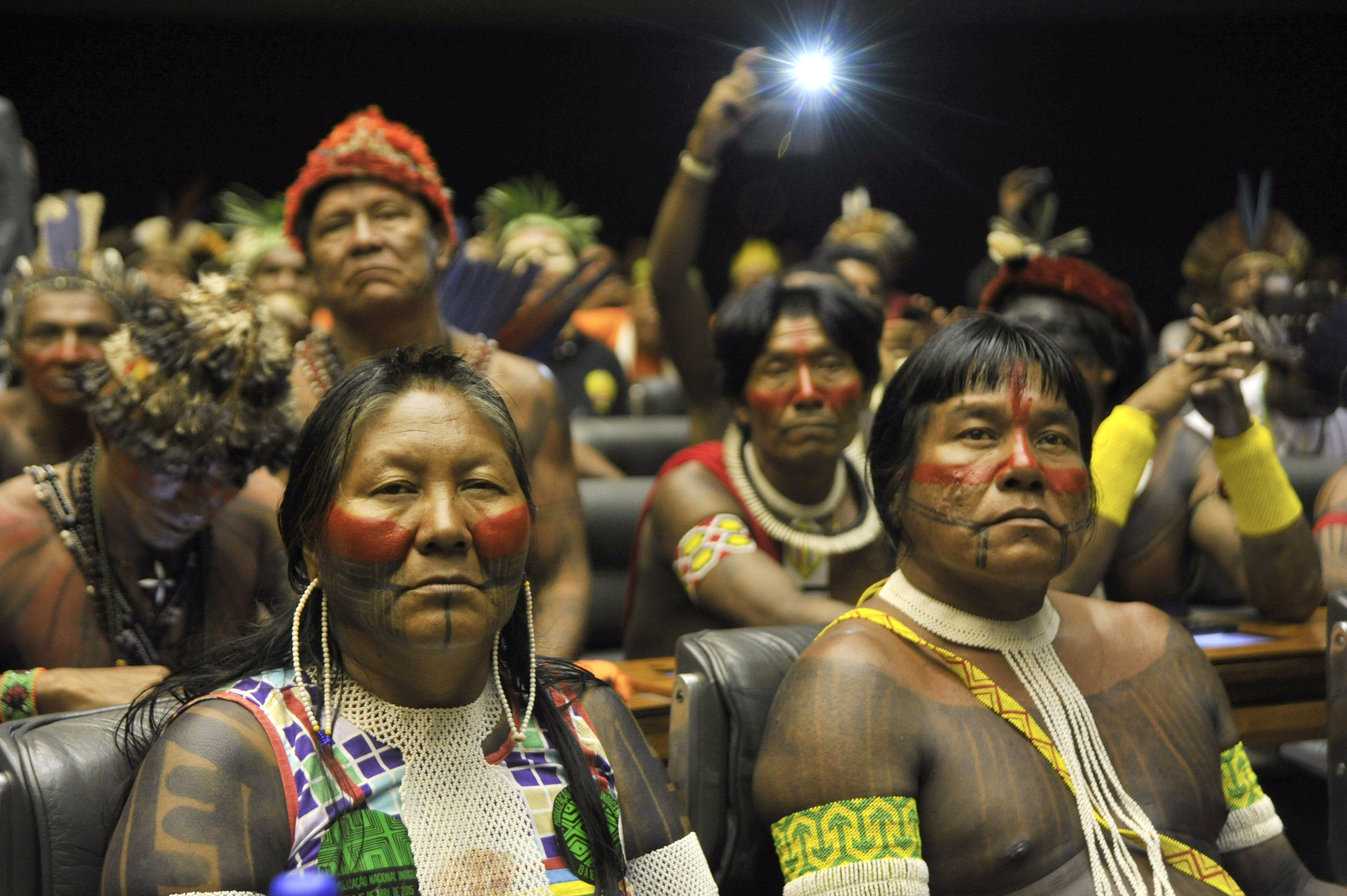
Indígenas no Plenário da Câmara dos Deputados. A demarcação de terras indígenas é frequentemente combatida pela bancada ruralista.

Dados recentes sobre a afiliação ideológica dos membros da bancada ruralista são inconclusivos, mas ela tende a ser de direita e centro-direita. Ao menos um estudo identificou que sua composição inclui membros de doze partidos com representação na Câmara e seis no Senado. Segundo esse levantamento, 19% desses parlamentares eram oriundos de partidos de centro-esquerda, outros 19% eram filiados ao PMDB (e portanto aderentes de ideologias variadas) e 62% deles eram filiados a partidos da direita e centro-direita.

## Pautas tradicionais
Dentre as atividades da bancada, segundo seus críticos, destacam-se sua atuação para impedir o efetivo o combate ao trabalho escravo nas fazendas, e sua feroz oposição a quaisquer medidas voltadas ao meio ambiente e à conservação da natureza, incluindo o patrocínio de projetos de lei em tramitação no Congresso que aumentam os limites legais para desmatamentos e anistiam fazendeiros que já desmataram ilegalmente suas propriedades.

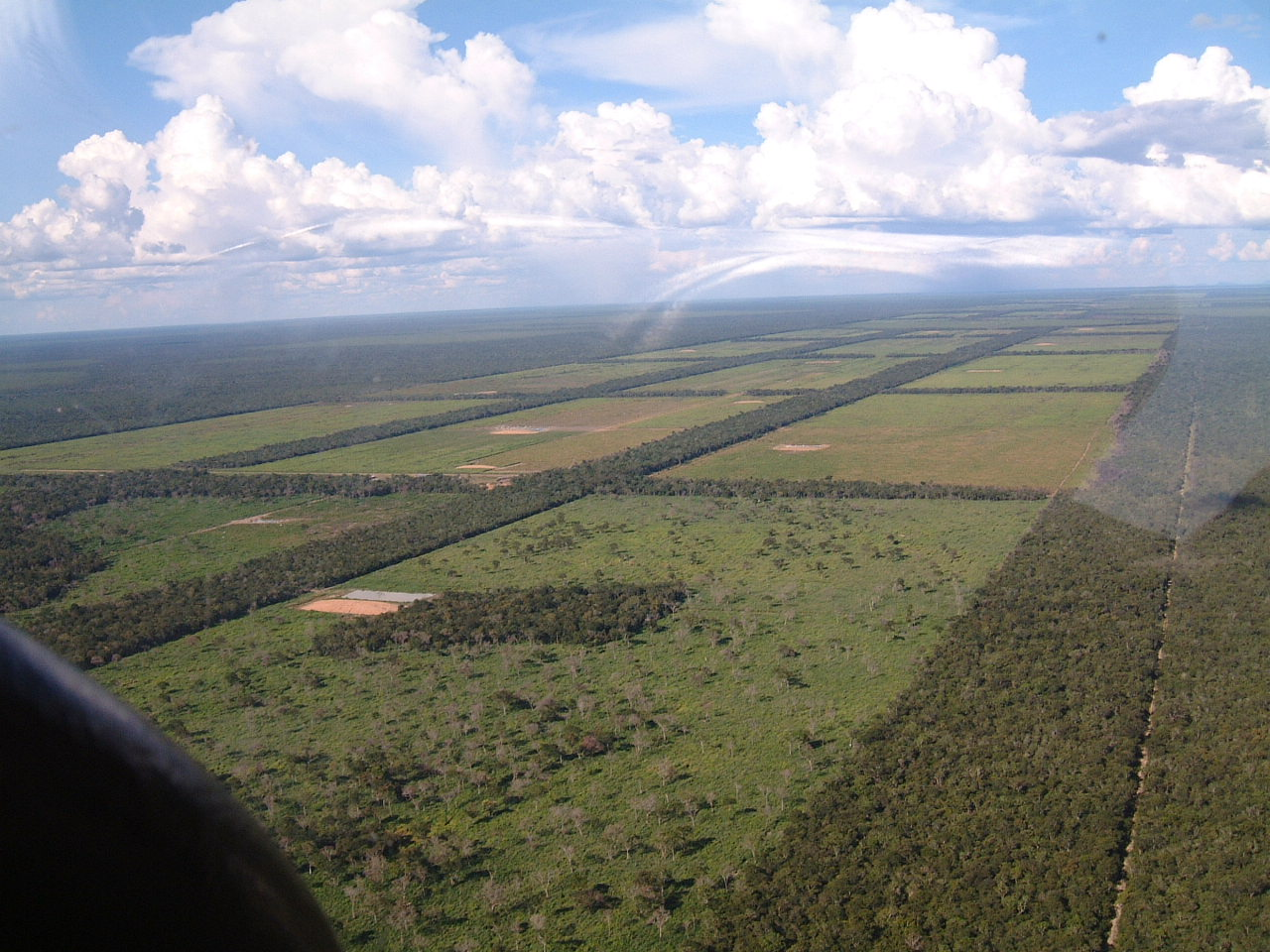
A bancada ruralista é apontada como responsável pela aprovação de benefícios financeiros e perdões a grandes proprietários rurais que desmatam.

Uma tese de doutorado defendida na Universidade de São Paulo (USP) pelo cientista político Leonardo Sakamoto estabelece uma relação entre a morosidade na apreciação de projetos antiescravagistas e as doações de campanha eleitoral. Segundo ele, empresas agropecuárias acusadas de utilizar trabalho escravo, seus donos e parentes fizeram doações nas eleições de 2002 e 2004 que ajudaram a eleger dois governadores, cinco deputados federais, três deputados estaduais, três prefeitos e um vereador. Esse trabalho aponto ainda que à época três deputados federais, um estadual e três prefeitos eram proprietários ou parentes de proprietários autuados por utilização de trabalho escravo.

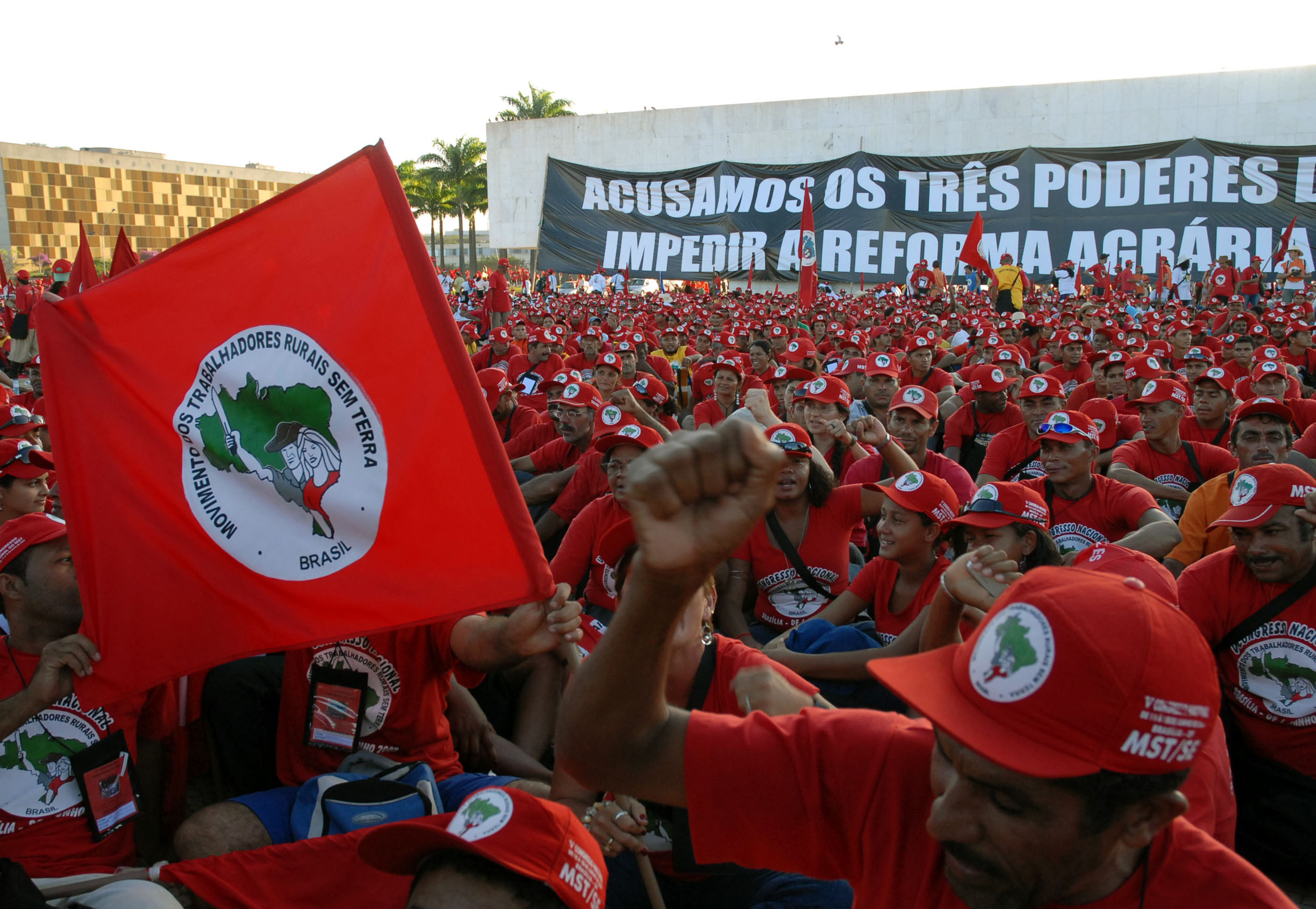
A bancada ruralista historicamente opõe-se aos movimentos que reivindicam a realização de uma reforma agrária no Brasil, dentre eles o Movimento dos Trabalhadores Rurais Sem Terra.

A bancada ruralista é particularmente atuante na hora de contrapor-se a projetos de lei com o objetivo de promover a reforma agrária. Foi para barrar as normas constitucionais nesse sentido que ela se constituiu, na Assembleia Nacional Constituinte, sob a inspiração da União Democrática Ruralista (UDR). Em 2005, na Comissão Parlamentar de Inquérito da Terra, conseguiu derrotar o relatório final apresentado pelo relator da Comissão Parlamentar de Inquérito (CPI) e aprovar outro de acordo com os seus interesses. Já em 2017, na CPI da Fundação Nacional do Índio (FUNAI) e do Instituto Nacional de Colonização e Reforma Agrária (INCRA), os deputados federais conseguiram, para além da instituição da comissão, aprovar relatório incriminando 67 pessoas envolvidas em processos demarcatórios, incluindo indígenas, antropólogos, servidores públicos e membros de organizações não governamentais (ONG).
A bancada ruralista, por pressões junto ao Poder Executivo, vêm conseguindo sucessivas concessões para o pagamento das dívidas rurais, com alongamento de prazos, redução ou dispensa de juros e linhas de crédito favorecidas nos bancos oficiais.

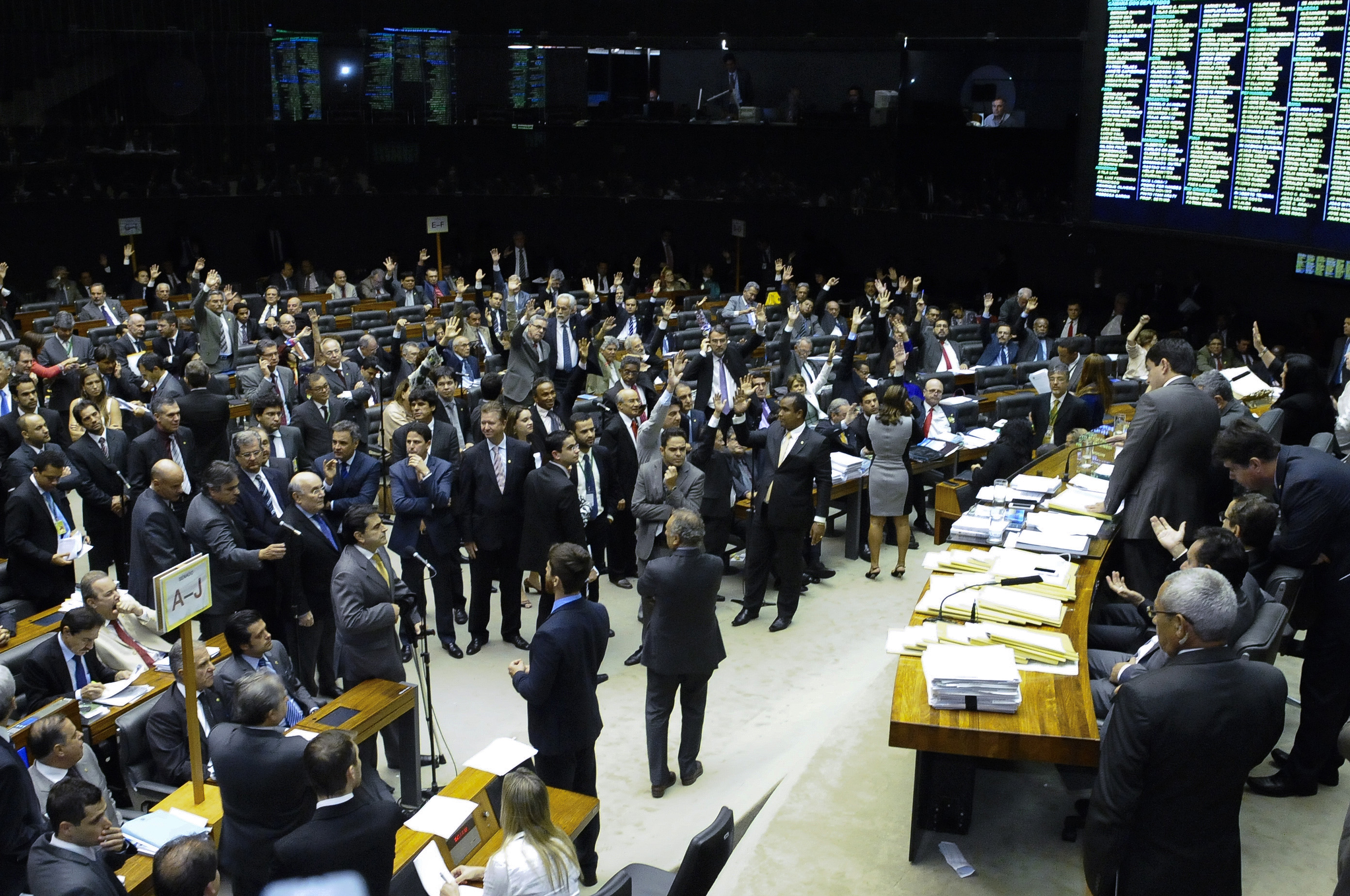
Sessão conjunta do Congresso Nacional. O termo "bancada ruralista" aplica-se principalmente aos membros das casas dessa instituição.

Na avaliação de Márcio Santilli, fundador do Instituto Socioambiental, 
"A bancada ruralista foi muito fortalecida durante o governo Bolsonaro, seja através da destinação de recursos vultuosos às suas bases, com o chamado orçamento secreto, seja pelo controle assumido sobre vários órgãos públicos ‒ Incra, Ibama, ICMBio, Funai etc ‒ por meio da indicação de seus dirigentes nacionais e representantes regionais. Participa ativamente das iniciativas de desmonte das políticas e restrição de recursos destinados à área socioambiental. É responsável direta pelos sucessivos saltos nas taxas de desmatamento nos últimos anos, na Amazônia e nos demais biomas. [...] A agenda predatória da bancada ruralista é abusiva, vai além de assuntos ligados ao agro e inclui o armamentismo e o ataque aos direitos socioambientais em geral. Os seus projetos de lei mais recentes envolvem a grilagem de terras públicas, a legalização das invasões em terras indígenas, a destruição de florestas urbanas, a desregulamentação do uso e venda de agrotóxicos e o enfraquecimento do licenciamento ambiental".

## Composição
A composição da bancada ruralista no Congresso Nacional brasileiro caracteriza-se por grupos com diferentes motivações e níveis de adesão. Na 51ª legislatura (1999-2003), por exemplo, 89 deputados se declaravam ruralistas nos seus currículos publicados no sítio da Câmara dos Deputados. Outros membros, embora de fato tenham aderência à pauta ruralista, preferem se identificar por outras pautas, pela profissão ou pelo título que lhes confere seu diploma universitário. Esses, incluem principalmente parlamentares que têm interesses familiares na agricultura e na pecuária, ou que são patrocinados por grupos ligados a essas atividades.

### Número de votos no Congresso Nacional
Devido às diferentes espécies de vínculos de seus membros com a pauta ruralista, o número de votos de essa bancada dispõe no Congresso Nacional é relativo, variando em função da casa do Congresso Nacional (Senado e Câmara dos Deputados), da legislatura e de pautas específicas que são votadas. Por essa razão, as estimativas quanto ao poder desta bancada variam entre 120 e 200 votos. Dificulta a contagem o fato de os ruralistas só votarem em bloco quando a matéria é de seu específico interesse.

### Parlamentares
| Parlamentar                  | Partido | UF | Cargo/Situação                                  | Legislatura | Referência                             |
| ---------------------------- | ------- | -- | ----------------------------------------------- | --- | -------------------------------------- |
| Raquel Ribeiro               | DEM     | PR | Deputado Federal / Titular                      | 1991-1995, 1995-1999, 1999-2003, 2003-2007, 2007-2011, 2011-2015 | DIAP Câmara dos Deputados              |
| Ademir Camilo                | PSD     | MG | Deputado Federal / Titular                      | 2003-2007, 2007-2011, 2011-2015 | DIAP Câmara dos Deputados              |
| Rodrigo Nasser               | PSL     | RN | ex-Deputado Federal                             | 2007-2011, 2011-2015 | DIAP Câmara dos Deputados              |
| Afonso Hamm                  | PP      | RS | Deputado Federal / Titular                      | 2003-2007, 2007-2011, 2011-2015 | DIAP Câmara dos Deputados              |
| Alex Canziani                | PTB     | PR | Deputado Federal / Titular                      | 1999-2003 2003-2007 2007-2011, 2011-2015 | DIAP Câmara dos Deputados              |
| Alexandre Silveira           | PSD     | MG | Deputado Federal / Licenciado                   | 2007-2011, 2011-2015 | DIAP Câmara dos Deputados              |
| Alfredo Kaefer               | PSDB    | PR | Deputado Federal / Titular                      | 2007-2011, 2011-2015 | DIAP Câmara dos Deputados              |
| Aline Corrêa                 | PP      | SP | Deputado Federal / Titular                      | 2007-2011 2011-2015 | DIAP Câmara dos Deputados              |
| Almeida Lima                 | PPS     | SE | Deputado Federal / Titular                      | 2011-2015 | DIAP Câmara dos Deputados              |
| Aníbal Gomes                 | PMDB    | CE | Deputado Federal / Titular                      | 1995-1999,1999-2003 2003-2007, 2007-2011, 2011-2015 | DIAP Câmara dos Deputados              |
| Antônio Andrade              | PMDB    | MG | Deputado Federal / Titular                      | 2007-2011, 2011-2015 | DIAP Câmara dos Deputados              |
| Antonio Imbassahy            | PSDB    | BA | Deputado Federal / Titular                      | 2011-2015 | DIAP Câmara dos Deputados              |
| Aracely de Paula             | PR      | MG | Deputado Federal / Titular                      | 1991-1995, 1995-1999, 1999-2003, 2003-2007, 2007-2011, 2011-2015 | DIAP Câmara dos Deputados              |
| Armando Abílio               | PTB     | PB | Deputado Federal / Suplente em exercício        | 1995-1999, 1999-2003, 2003-2007, 2007-2011, 2011-2015 | DIAP Câmara dos Deputados              |
| Arnaldo Jardim               | PPS     | SP | Deputado Federal / Titular                      | 2007-2011, 2011-2015 | DIAP Câmara dos Deputados              |
| Aroldo Cedraz                | DEM     | BA | ex-Deputado Federal, atualmente Ministro do TCU | 1991-1995, 1995-1999, 1999-2003, 2003-2007, 2007-2011(renunciou) | DIAP Câmara dos Deputados Diplomatique |
| Arnon Bezerra                | PTB     | CE | Deputado Federal / Titular                      | 1995-1999, 1999-2003, 2003-2007, 2007-2011, 2011-2015 | DIAP Câmara dos Deputados              |
| Arthur Lira                  | PP      | AL | Deputado Federal / Titular                      | 2011-2015 | DIAP Câmara dos Deputados              |
| Arthur Oliveira Maia         | PMDB    | BA | Deputado Federal / Titular                      | 2011-2015 | DIAP Câmara dos Deputados              |
| Asdrubal Bentes              | PMDB    | PA | Deputado Federal / Titular                      | 1987-1991, 1995-1999, 1999-2003, 2003-2007, 2007-2011, 2011-2015 | DIAP Câmara dos Deputados              |
| Átila Lins                   | PSD     | AM | Deputado Federal / Titular                      | 1991-1995, 1995-1999, 1999-2003, 2003-2007, 2007-2011, 2011-2015 | DIAP Câmara dos Deputados              |
| Átila Lira                   | PSB     | PI | Deputado Federal / Licenciado                   | 1987-1991, 1991-1995, 1999-2003, 2003-2007, 2007-2011, 2011-2015 | DIAP Câmara dos Deputados              |
| Augusto Coutinho             | DEM     | PE | Deputado Federal / Titular                      | 2011-2015 | DIAP Câmara dos Deputados              |
| Bernardo Santana             | PR      | MG | Deputado Federal / Titular                      | 2011-2015 | DIAP Câmara dos Deputados              |
| Betinho Rosado               | DEM     | RN | Deputado Federal / Licenciado                   | 1995-1999, 1999-2003, 2003-2007, 2007-2011, 2011-2015 | DIAP Câmara dos Deputados              |
| Bilac Pinto                  | PR      | RN | Deputado Federal / Licenciado                   | 2007-2011, 2011-2015 | DIAP Câmara dos Deputados              |
| Bonifácio de Andrada         | PSDB    | MG | Deputado Federal / Suplente em exercício        | 1979-1983, 1983-1987, 1987-1991, 1991-1995, 1995-1999, 1999-2003, 2003-2007, 2007-2011, 2011-2015                                                                                               | DIAP Câmara dos Deputados              |
| Carlaile Pedrosa             | PSDB    | MG | Deputado Federal / Titular                      | 2011-2015 | DIAP Câmara dos Deputados              |
| Carlos Alberto Leréia        | PSDB    | GO | Deputado Federal / Titular                      | 2003-2007, 2007-2011, 2011-2015 | DIAP Câmara dos Deputados              |
| Carlos Bezerra               | PMDB    | MT | Deputado Federal / Titular                      | 1979-1983, 2007-2011, 2011-2015 | DIAP Câmara dos Deputados              |
| Carlos Melles                | DEM     | MG | Deputado Federal / Licenciado                   | 1995-1999, 1999-2003, 2003-2007, 2007-2011, 2011-2015 | DIAP Câmara dos Deputados              |
| Cesar Halim                  | PSD     | TO | Deputado Federal / Titular                      | 2011-2015 | DIAP Câmara dos Deputados              |
| Cezar Silvestri              | PPS     | PR | Deputado Federal / Licenciado                   | 2003-2007, 2007-2011, 2011-2015 | DIAP Câmara dos Deputados              |
| Chico da Princesa            | PR      | PR | ex-Deputado Federal                             | 1995-1999, 1999-2003, 2003-2007, 2007-2011 | DIAP Câmara dos Deputados              |
| Ciro Nogueira                | PP      | PI | ex-Deputado Federal                             | 1995-1999, 1999-2003, 2003-2007, 2007-2011 | DIAP Câmara dos Deputados              |
| Custódio Mattos              | PSDB    | MG | ex-Deputado Federal                             | 1999-2003, 2003-2007, 2007-2011 | DIAP Câmara dos Deputados              |
| Darcísio Perondi             | PMDB    | RS | Deputado Federal / Titular                      | 1995-1999, 1999-2003, 2003-2007, 2007-2011, 2011-2015 | DIAP Câmara dos Deputados              |
| Diego Andrade                | PSD     | MG | Deputado Federal / Titular                      | 2011-2015 | DIAP Câmara dos Deputados              |
| Dilceu Sperafico             | PP      | PR | Deputado Federal / Titular                      | 1995-1999, 1999-2003, 2003-2007, 2007-2011, 2011-2015 | DIAP Câmara dos Deputados              |
| Dimas Fabiano                | PP      | MG | Deputado Federal / Titular                      | 2011-2015 | DIAP Câmara dos Deputados              |
| Domingos Sávio               | PSDB    | MG | Deputado Federal / Titular                      | 2011-2015 | DIAP Câmara dos Deputados              |
| Duarte Nogueira              | PSDB    | SP | Deputado Federal / Titular                      | 2007-2011, 2011-2015 | DIAP Câmara dos Deputados              |
| Edinho Araújo                | PMDB    | SP | Deputado Federal / Titular                      | 1995-1999, 1999-2003,2011-2015 | DIAP Câmara dos Deputados              |
| Edson Bez de Oliveira        | PMDB    | SC | Deputado Federal / Titular                      | 1995-1999, 1999-2003, 2003-2007, 2007-2011, 2011-2015 | DIAP Câmara dos Deputados              |
| Edmar Arruda                 | PSC     | PR | Deputado Federal / Titular                      | 2011-2015 | DIAP Câmara dos Deputados              |
| Edmar Moreira                | PR      | MG | ex-Deputado Federal                             | 19991-1995, 1999-2003, 2003-2007, 2007-2011 | DIAP Câmara dos Deputados              |
| Eduardo Gomes                | PSDB    | TO | Deputado Federal / Titular                      | 2003-2007, 2007-2011, 2011-2015 | DIAP Câmara dos Deputados              |
| Elcione Barbalho             | PMDB    | PA | Deputado Federal / Titular                      | 1995-1999, 1999-2003, 2007-2011, 2011-2015 | DIAP Câmara dos Deputados              |
| Eliene Lima                  | PSD     | MT | Deputado Federal / Titular                      | 2007-2011, 2011-2015 | DIAP Câmara dos Deputados              |
| Eliseu Moura                 | PP      | AM | ex-Deputado Federal                             | 1995-1999, 1999-2003 | DIAP Câmara dos Deputados              |
| Espiridião Amin              | PP      | SC | Deputado Federal / Titular                      | 1979-1983, 2011-2015 | DIAP Câmara dos Deputados              |
| Fábio Souto                  | DEM     | BA | Deputado Federal / Titular                      | 2003-2007, 2007-2011, 2011-2015 | DIAP Câmara dos Deputados              |
| Fátima Pelaes                | PMDB    | AP | Deputado Federal / Titular                      | 1991-1995, 1995-1999, 1999-2003, 2007-2011, 2011-2015 | DIAP Câmara dos Deputados              |
| Félix Mendonça Júnior        | PDT     | BA | Deputado Federal / Titular                      | 2011-2015 | DIAP Câmara dos Deputados              |
| Fernando Torres              | PSD     | BA | Deputado Federal / Titular                      | 2011-2015 | DIAP Câmara dos Deputados              |
| Francisco Rodrigues          | DEM     | RR | ex-Deputado Federal                             | 1991-1995, 1995-1999, 1999-2003, 2003-2007, 2007-2011 | DIAP Câmara dos Deputados              |
| Gastão Vieira                | PMDB    | MA | Deputado Federal / Licenciado                   | 1995-1999, 1999-2003, 2003-2007, 2007-2011, 2011-2015 | DIAP Câmara dos Deputados              |
| Geddel Vieira Lima           | PMDB    | BA | ex-Deputado Federal                             | 1991-1995, 1995-1999, 1999-2003, 2003-2007, 2007-2011 | DIAP Câmara dos Deputados              |
| Genecias Noronha             | PMDB    | CE | Deputado Federal / Titular                      | 2011-2015 | DIAP Câmara dos Deputados              |
| Geraldo Thadeu               | PSD     | MG | Deputado Federal / Titular                      | 2003-2007, 2007-2011, 2011-2015 | DIAP Câmara dos Deputados              |
| Gervásio Silva               | PSDB    | SC | ex-Deputado Federal                             | 1999-2003, 2003-2007, 2007-2011, | DIAP Câmara dos Deputados              |
| Giovanni Queiroz             | PDT     | PA | Deputado Federal / Titular                      | 1991-1995, 1995-1999, 1999-2003, 2007-2011, 2011-2015 | DIAP Câmara dos Deputados              |
| Giroto                       | PMDB    | MT | Deputado Federal / Titular                      | 2011-2015 | DIAP Câmara dos Deputados              |
| Gonzaga Patriota             | PSB     | PE | Deputado Federal / Titular                      | 1987-1991, 1995-1999, 1999-2003, 2003-2007, 2007-2011 2011-2015 | DIAP Câmara dos Deputados              |
| Hélio Santos                 | PSD     | MA | Deputado Federal / Licenciado                   | 2011-2015 | DIAP Câmara dos Deputados              |
| Henrique Eduardo Alves       | PMDB    | RN | Deputado Federal / Titular                      | 1971-1975, 1975-1979, 1979-1983, 1983-1987, 1987-1991, 1991-1995, 1995-1999, 1999-2003, 2003-2007, 2007-2011, 2011-2015                                                                         | DIAP Câmara dos Deputados              |
| Herculano Anghinetti         | PP      | MG | ex-Deputado Federal                             | 1995-1999, 1999-2003, 2003-2007 | DIAP Câmara dos Deputados              |
| Hermes Parcianello           | PMDB    | PR | Deputado Federal / Titular                      | 1995-1999, 1999-2003, 2003-2007, 2007-2011, 2011-2015 | DIAP Câmara dos Deputados              |
| Heuler Cruvinel              | PSD     | GO | Deputado Federal / Titular                      | 2011-2015 | DIAP Câmara dos Deputados              |
| Homero Pereira               | PSD     | MT | Deputado Federal / Titular                      | 2007-2011, 2011-2015 | DIAP Câmara dos Deputados              |
| Inocêncio Oliveira           | PR      | PE | Deputado Federal / Titular                      | 1975-1979, 1979-1983, 1983-1987, 1987-1991, 1991-1995, 1995-1999, 1999-2003, 2003-2007, 2007-2011, 2011-2015                                                                                    | DIAP Câmara dos Deputados              |
| Iracema Portella             | PP      | PI | Deputado Federal / Titular                      | 2011-2015 | DIAP Câmara dos Deputados              |
| Irajá Abreu                  | PSD     | TO | Deputado Federal / Titular                      | 2011-2015 | DIAP Câmara dos Deputados              |
| Íris De Araújo (Dona Iris)   | PMDB    | GO | Deputado Federal / Titular                      | 2007-2011, 2011-2015 | DIAP Câmara dos Deputados              |
| Jaime Martins                | PR      | MG | Deputado Federal / Titular                      | 1995-1999, 1999-2003, 2003-2007, 2007-2011, 2011-2015 | DIAP Câmara dos Deputados              |
| Jaqueline Roriz              | PMN     | DF | Deputado Federal / Titular                      | 2011-2015 | DIAP Câmara dos Deputados              |
| João Campos                  | PSDB    | GO | Deputado Federal / Titular                      | 2003-2007, 2007-2011, 2011-2015 | DIAP Câmara dos Deputados              |
| João Carlos Bacelar          | PR      | BA | Deputado Federal / Titular                      | 2007-2011, 2011-2015 | DIAP Câmara dos Deputados              |
| João Leão                    | PP      | BA | Deputado Federal / Titular                      | 1995-1999, 1999-2003, 2003-2007, 2007-2011, 2011-2015 | DIAP Câmara dos Deputados              |
| João Lyra                    | PSD     | AL | Deputado Federal / Titular                      | 2003-2007, 2011-2015 | DIAP Câmara dos Deputados              |
| João Magalhães               | PMDB    | MG | Deputado Federal / Titular                      | 1995-1999, 1999-2003, 2003-2007, 2007-2011, 2011-2015 | DIAP Câmara dos Deputados              |
| João Magalhães               | PR      | RN | Deputado Federal / Titular                      | 2007-2011, 2011-2015 | DIAP Câmara dos Deputados              |
| João Matos                   | PMDB    | SC | ex-Deputado Federal                             | 1995-1999, 1999-2003, 2003-2007, 2007-2011 | DIAP Câmara dos Deputados              |
| João Pizzolatti              | PP      | SC | Deputado Federal / Titular                      | 1995-1999, 1999-2003, 2003-2007, 2007-2011, 2011-2015 | DIAP Câmara dos Deputados              |
| João Tota                    | PP      | AC | ex-Deputado Federal                             | 1991-1995, 1997-1999, 2003-2007 | DIAP Câmara dos Deputados              |
| Joaquim Beltrão              | PMDB    | AL | Deputado Federal / Titular                      | 2007-2011, 2011-2015 | DIAP Câmara dos Deputados              |
| Johnathan de Jesus           | PRB     | RR | Deputado Federal / Titular                      | 2011-2015 | DIAP Câmara dos Deputados              |
| José Carlos Araújo           | PSD     | BA | Deputado Federal / Titular                      | 2003-2007, 2007-2011, 2011-2015 | DIAP Câmara dos Deputados              |
| José Linhares                | PP      | CE | Deputado Federal / Titular                      | 1991-1995, 1995-1999, 1999-2003, 2003-2007, 2007-2011, 2011-2015 | DIAP Câmara dos Deputados              |
| José Múcio Monteiro          | PTB     | PE | ex-Deputado Federal                             | 1991-1995, 1995-1999, 1999-2003, 2003-2007, 2007-2011 | DIAP Câmara dos Deputados              |
| José Nunes                   | PSD     | BA | Deputado Federal / Titular                      | 2011-2015 | DIAP Câmara dos Deputados              |
| José Rocha                   | PR      | BA | Deputado Federal / Titular                      | 1995-1999, 1999-2003, 2003-2007, 2007-2011, 2011-2015 | DIAP Câmara dos Deputados              |
| José Santana de Vasconcelos  | PR      | MG | ex-Deputado Federal                             | 1987-19991, 1991-1995, 1995-1999, 2003-2007, 2007-2011 | DIAP Câmara dos Deputados              |
| Josue Bengtson               | PTB     | PA | Deputado Federal / Titular                      | 1999-2003, 2003-2007, 2011-2015 | DIAP Câmara dos Deputados              |
| Jovair Arantes               | PTB     | GO | Deputado Federal / Titular                      | 1991-1995, 1995-1999, 1999-2003, 2003-2007, 2007-2011, 2011-2015 | DIAP Câmara dos Deputados              |
| Júlio Campos                 | DEM     | MT | Deputado Federal / Titular                      | 1979-1983, 1987-1991, 2011-2015 | DIAP Câmara dos Deputados              |
| Júlio Cesar                  | PSD     | PI | Deputado Federal / Titular                      | 1995-1999, 2003-2007, 2007-2011, 2011-2015 | DIAP Câmara dos Deputados              |
| Júlio Redecker (IN MEMORIAN) | PSDB    | RS | ex-Deputado Federal                             | 1995-1999, 1999-2003, 2003-2007, 2007-2011 | DIAP Câmara dos Deputados              |
| Julio Semeghini              | PSDB    | SP | Deputado Federal / Licenciado                   | 1999-2003, 2003-2007, 2007-2011, 2011-2015 | DIAP Câmara dos Deputados              |
| Júnior Coimbra               | PMDB    | TO | Deputado Federal / Titular                      | 2011-2015 | DIAP Câmara dos Deputados              |
| Junji Abe                    | PSD     | SP | Deputado Federal / Titular                      | 2011-2015 | DIAP Câmara dos Deputados              |
| Jusmari de Oliveira          | PR      | BA | ex-Deputado Federal                             | 2007-2011 | DIAP Câmara dos Deputados              |
| Lael Varella                 | DEM     | MG | Deputado Federal / Titular                      | 1987-1991, 1991-1995, 1995-1999, 1999-2003, 2003-2007, 2007-2011, 2011-2015 | DIAP Câmara dos Deputados              |
| Laurez Moreira               | PSB     | TO | Deputado Federal / Titular                      | 2007-2011, 2011-2015 | DIAP Câmara dos Deputados              |
| Lázaro Botelho               | PP      | TO | Deputado Federal / Titular                      | 2007-2011, 2011-2015 | DIAP Câmara dos Deputados              |
| Leandro Vilela               | PMDB    | GO | Deputado Federal / Titular                      | 2003-2007, 2007-2011, 2011-2015 | DIAP Câmara dos Deputados              |
| Leonardo Picciani            | PMDB    | RJ | Deputado Federal / Titular                      | 2003-2007, 2007-2011, 2011-2015 | DIAP Câmara dos Deputados              |
| Leonardo Quintão             | PMDB    | MG | Deputado Federal / Titular                      | 2007-2011, 2011-2015 | DIAP Câmara dos Deputados              |
| Leonardo Vilela              | PSDB    | GO | Deputado Federal / Licenciado                   | 2003-2007, 2007-2011, 2011-2015 | DIAP Câmara dos Deputados              |
| Leopoldo Meyer               | PSB     | PR | Deputado Federal / Titular                      | 2011-2015 | DIAP Câmara dos Deputados              |
| Lira Maia                    | DEM     | PA | Deputado Federal / Titular                      | 2007-2011, 2011-2015 | DIAP Câmara dos Deputados              |
| Lourival Mendes              | PTdoB   | MA | Deputado Federal / Titular                      | 2011-2015 | DIAP Câmara dos Deputados              |
| Luciano Castro               | PR      | RR | Deputado Federal / Titular                      | 1991-1995, 1995-1999, 1999-2003, 2003-2007, 2007-2011, 2011-2015 | DIAP Câmara dos Deputados              |
| Lúcio Vieira Lima            | PMDB    | BA | Deputado Federal / Titular                      | 2011-2015 | DIAP Câmara dos Deputados              |
| Luís Carlos Heinze           | PP      | RS | Deputado Federal / Titular                      | 1999-2003, 2003-2007, 2007-2011, 2011-2015 | DIAP Câmara dos Deputados              |
| Luiz Argôlo                  | PP      | BA | Deputado Federal / Titular                      | 2011-2015 | DIAP Câmara dos Deputados              |
| Luiz Bittencourt             | PMDB    | GO | ex-Deputado Federal                             | 1999-2003, 2003-2007, 2007-2011 | DIAP Câmara dos Deputados              |
| Luiz Carlos Hauly            | PSDB    | PR | Deputado Federal / Licenciado                   | 1991-1995, 1995-1999, 1999-2003, 2003-2007, 2007-2011 2011-2015 | DIAP Câmara dos Deputados              |
| Luiz Carlos Setim            | DEM     | PR | Deputado Federal / Titular                      | 2007-2011 2011-2015 | DIAP Câmara dos Deputados              |
| Luiz Fernando Faria          | PP      | MG | Deputado Federal / Titular                      | 2007-2011 2011-2015 | DIAP Câmara dos Deputados              |
| Mandetta                     | DEM     | MS | Deputado Federal / Titular                      | 2011-2015 | DIAP Câmara dos Deputados              |
| Marcio Bittar                | PSDB    | AC | Deputado Federal / Titular                      | 1999-2003, 2011-2015 | DIAP Câmara dos Deputados              |
| Márcio Reinaldo Moreira      | PP      | MG | Deputado Federal / Titular                      | 1995-1999, 1999-2003, 2003-2007, 2007-2011 2011-2015 | DIAP Câmara dos Deputados              |
| Marcondes Gadelha            | PSC     | PB | ex-Deputado Federal                             | 1971-1975, 1975-1979, 1979-1983, 1999-2003, 2003-2007, 2007-2011 | DIAP Câmara dos Deputados              |
| Marçal Filho                 | PMDB    | MS |                                                 | | DIAP [Câmara dos Deputados]            |
| Marcelo Castro               | PMDB    | PI |                                                 | | DIAP [Câmara dos Deputados]            |
| Marcos Medrado               | PDT     | BA |                                                 | | DIAP [Câmara dos Deputados]            |
| Marcos Montes                | DEM     | MG |                                                 | | DIAP [Câmara dos Deputados]            |
| Mário de Oliveira            | PSC     | MG |                                                 | | DIAP [Câmara dos Deputados]            |
| Mário Negromonte             | PP      | BA |                                                 | | DIAP [Câmara dos Deputados]            |
| Mauro Benevides              | PMDB    | CE |                                                 | | DIAP [Câmara dos Deputados]            |
| Mauro Lopes                  | PMDB    | MG |                                                 | | DIAP [Câmara dos Deputados]            |
| Max Rosenmann (IN MEMORIAN)  | PMDB    | PR |                                                 | | DIAP [Câmara dos Deputados]            |
| Milton Monti                 | PR      | SP |                                                 | | DIAP [Câmara dos Deputados]            |
| Moacir Micheletto            | PMDB    | PR |                                                 | | DIAP [Câmara dos Deputados]            |
| Moreira Mendes               | PPS     | RO |                                                 | | DIAP [Câmara dos Deputados]            |
| Nárcio Rodrigues             | PSDB    | MG |                                                 | | DIAP [Câmara dos Deputados]            |
| Nélio Dias (IN MEMORIAN)     | PP      | RN |                                                 | | DIAP [Câmara dos Deputados]            |
| Nelson Marchezan Júnior      | PSDB    | RS |                                                 | | DIAP [Câmara dos Deputados]            |
| Nelson Marquezelli           | PTB     | SP |                                                 | | DIAP [Câmara dos Deputados]            |
| Nelson Meurer                | PP      | PR |                                                 | | DIAP [Câmara dos Deputados]            |
| Nelson Padovani              | PSC     | PR |                                                 | | DIAP [Câmara dos Deputados]            |
| Newton Cardoso               | PMDB    | MG |                                                 | | DIAP [Câmara dos Deputados]            |
| Odílio Balbinotti            | PMDB    | PR |                                                 | | DIAP [Câmara dos Deputados]            |
| Onyx Lorenzoni               | DEM     | RS |                                                 | | DIAP [Câmara dos Deputados]            |
| Oziel Oliveira               | PDT     | BA |                                                 | | DIAP [Câmara dos Deputados]            |
| Osmar Serraglio              | PMDB    | PR |                                                 | | DIAP [Câmara dos Deputados]            |
| Osvaldo Reis                 | PMDB    | TO |                                                 | | DIAP [Câmara dos Deputados]            |
| Paes Landim                  | PTB     | PI |                                                 | | DIAP [Câmara dos Deputados]            |
| Paulo Cesar Quartiero        | DEM     | RR |                                                 | | DIAP [Câmara dos Deputados]            |
| Paulo Magalhães              | DEM     | BA |                                                 | | DIAP [Câmara dos Deputados]            |
| Paulo Piaui                  | PMDB    | MG |                                                 | | DIAP [Câmara dos Deputados]            |
| Pedro Fernandes              | PTB     | MA |                                                 | | DIAP [Câmara dos Deputados]            |
| Pedro Novais                 | PMDB    | MA |                                                 | | DIAP [Câmara dos Deputados]            |
| Pompeo de Mattos             | PDT     | RS |                                                 | | DIAP [Câmara dos Deputados]            |
| Raimundo Antônio de Macêdo   | PMDB    | CE |                                                 | | DIAP [Câmara dos Deputados]            |
| Raimundo Matos               | PSDB    | CE |                                                 | | DIAP [Câmara dos Deputados]            |
| Rafael Guerra                | PSDB    | MG |                                                 | | DIAP [Câmara dos Deputados]            |
| Raul Lima                    | PP      | RR |                                                 | | DIAP [Câmara dos Deputados]            |
| Reinaldo Azambuja            | PSDB    | MS |                                                 | | DIAP [Câmara dos Deputados]            |
| Renato Molling               | PP      | RS |                                                 | | DIAP [Câmara dos Deputados]            |
| Renzo Braz                   | PP      | MG |                                                 | | DIAP [Câmara dos Deputados]            |
| Roberto Balestra             | PP      | GO |                                                 | | DIAP [Câmara dos Deputados]            |
| Roberto Britto               | PP      | BA |                                                 | | DIAP [Câmara dos Deputados]            |
| Rodrigo de Castro            | PSDB    | MG |                                                 | | DIAP [Câmara dos Deputados]            |
| Rodrigo Garcia               | DEM     | SP |                                                 | | DIAP [Câmara dos Deputados]            |
| Ronaldo Benedet              | PMDB    | SC |                                                 | | DIAP [Câmara dos Deputados]            |
| Ronaldo Caiado               | DEM     | GO |                                                 | | DIAP [Câmara dos Deputados]            |
| Ronaldo Cunha Lima           | PSDB    | PB |                                                 | | DIAP [Câmara dos Deputados]            |
| Sandro Mabel                 | PR      | GO |                                                 | | DIAP [Câmara dos Deputados]            |
| Saraiva Felipe               | PMDB    | MG |                                                 | | DIAP [Câmara dos Deputados]            |
| Sérgio Brito                 | PSC     | BA |                                                 | | DIAP [Câmara dos Deputados]            |
| Sérgio Guerra                | PSDB    | PE |                                                 | | DIAP [Câmara dos Deputados]            |
| Sérgio Moraes                | PTB     | RS |                                                 | | DIAP [Câmara dos Deputados]            |
| Sérgio de Oliveira Cunha     | PMN     | AC |                                                 | | DIAP [Câmara dos Deputados]            |
| Silas Brasileiro             | PMDB    | MG |                                                 | | DIAP [Câmara dos Deputados]            |
| Vadão Gomes                  | PP      | SP |                                                 | | DIAP [Câmara dos Deputados]            |
| Valdir Colatto               | PMDB    | SC |                                                 | | DIAP [Câmara dos Deputados]            |
| Vaz de Lima                  | PSDB    | SP |                                                 | | DIAP [Câmara dos Deputados]            |
| Vicente Arruda               | PR      | CE |                                                 | | DIAP [Câmara dos Deputados]            |
| Vilson Covatti               | PP      | RS |                                                 | | DIAP [Câmara dos Deputados]            |
| Waldemir Moka                | PMDB    | MS |                                                 | | DIAP [Câmara dos Deputados]            |
| Walter Tosta                 | PMN     | MG |                                                 | | DIAP [Câmara dos Deputados]            |
| Wellington Fagundes          | PR      | MT |                                                 | | DIAP [Câmara dos Deputados]            |
| Wellington Roberto           | PR      | PB |                                                 | | DIAP [Câmara dos Deputados]            |
| Zé Silva                     | PDT     | MG |                                                 | | DIAP [Câmara dos Deputados]            |
| Zé Vieira                    | PR      | MA |                                                 | | DIAP [Câmara dos Deputados]            |
| Zenaldo Coutinho             | PSDB    | PA |                                                 | | DIAP [Câmara dos Deputados]            |
| Zonta                        | PP      | SC |                                                 | | DIAP [Câmara dos Deputados]            |
| Álvaro Dias                  | PSDB    | PR | Senador / Titular                               | 1983-1991(Interrompeu para assumir o Governo do Paraná) 1999-2007 2007-2015 | DIAP Senado Federal                    |
| Benedito de Lira             | PP      | AL | Senador / Titular                               | 2011-2019 | DIAP Senado Federal                    |
| Blairo Maggi                 | PR      | MT | Senador / Titular                               | 2011-2019 | DIAP Senado Federal                    |
| Casildo Maldaner             | PMDB    | SC | Senador / Suplente em exercício                 | 1995-2003 2007-2015 | DIAP Senado Federal                    |
| Demóstenes Torres            | DEM     | GO | Senador / Titular                               | 2003-2011 2011-2019 | DIAP Senado Federal                    |
| Edison Lobão                 | PMDB    | MA | Senador / Licenciado                            | 1987-1995(Interrompeu para assumir o Governo do Maranhão), 1995-2003, 2003-2011, 2011-2019 | DIAP Senado Federal                    |
| Efraim Morais                | DEM     | PB | ex-Senador                                      | 2003-2011 | DIAP Senado Federal                    |
| Eliseu Resende (IN MEMORIAN) | DEM     | MG | ex-Senador                                      | 2007-2015(faleceu) | DIAP Senado Federal                    |
| Eunício Oliveira             | PMDB    | CE | Senador / Titular                               | 2011-2019 | DIAP Senado Federal                    |
| Expedito Junior              | PSDB    | RO | ex-Senador                                      | 2007-2015(Mandato cassado pela Justiça Eleitoral) | DIAP Senado Federal                    |
| Garibaldi Alves Filho        | PMDB    | RN | Senador / Licenciado                            | 1991-1999(Interrompeu para assumir o Governo do Rio Grande do Norte), 2003-2011, 2011-2019 | DIAP Senado Federal                    |
| Heráclito Fortes             | DEM     | PI | ex-Senador                                      | 2003-2011 | DIAP Senado Federal                    |
| Ivo Cassol                   | PP      | RO | Senador / Titular                               | 2011-2019 | DIAP Senado Federal                    |
| Jader Barbalho               | PMDB    | PA | Senador / Titular                               | 1995-2003(Renunciou ao manadto para evitar a cassação) 2011-2019(Foi barrado pelo Ficha Limpa e considerado inelegível pelo TSE, porém uma polênica decisão do STF o permitiu voltar ao Senado) | Transparência Brasil Senado Federal    |
| Jayme Campos                 | DEM     | MT | Senador / Titular                               | 2007-2015 | DIAP Senado Federal                    |
| João Durval                  | PDT     | BA | Senador / Titular                               | 2007-2015 | DIAP Senado Federal                    |
| João Ribeiro                 | PR      | TO | Senador / Titular                               | 2011-2019 | DIAP Senado Federal                    |
| João Vicente Claudino        | PTB     | PI |                                                 | 2007-2015 | DIAP Senado Federal                    |
| Joaquim Roriz                | PSC     | DF | ex-Senador                                      | 2007-2015 (Renunciou ao manadto para evitar a cassação | DIAP Senado Federal                    |
| Jonas Pinheiro (in memorian) | DEM     | MT | ex-Senador                                      | 1995-2003, 2003-2011 (faleceu) | DIAP Senado Federal                    |
| José Agripino                | DEM     | RN |                                                 | | DIAP [Senado Federal]                  |
| José Sarney                  | PMDB    | AP |                                                 | | DIAP [Senado Federal]                  |
| Kátia Abreu                  | PMDB    | TO |                                                 | | DIAP [Senado Federal]                  |
| Leomar Quintanilha           | PMDB    | TO |                                                 | | DIAP [Senado Federal]                  |
| Leonel Pavan                 | PSDB    | SC |                                                 | | DIAP [Senado Federal]                  |
| Lúcia Vânia                  | PSDB    | GO |                                                 | | DIAP [Senado Federal]                  |
| Marcelo Miranda              | PMDB    | TO |                                                 | | DIAP [Senado Federal]                  |
| Mário Couto                  | PSDB    | PA |                                                 | | DIAP [Senado Federal]                  |
| Mozarildo Cavalcanti         | PTB     | RR |                                                 | | DIAP [Senado Federal]                  |
| Renan Calheiros              | PMDB    | AL |                                                 | | DIAP [Senado Federal]                  |
| Vital do Rêgo Filho          | PMDB    | PB |                                                 | | DIAP [Senado Federal]                  |